# Oberarnbach
Oberarnbach település Németországban, Rajna-vidék-Pfalz tartományban. Lakosainak száma 435 fő (2023. december 31.).

## Népesség
A település népességének változása:
| Lakosok száma | 377  | 427  | 422  | 438  | 422  | 436  | 435  |
|               | 1975 | 2014 | 2017 | 2019 | 2021 | 2022 | 2023 |